# Hardenburgh
Hardenburgh è un comune degli Stati Uniti d'America, situato nello stato di New York, nella contea di Ulster.